# Förenta nationernas havsrättskonvention

Förenta nationernas havsrättskonvention (engelska: United Nations Convention on the Law of the Sea, UNCLOS även Law of the Sea Convention eller Law of the Sea treaty, LOST), är den internationella konvention som trädde i kraft 1994 och som var resultatet av den havsrättskonferens som pågick mellan 1973 och 1982. Konventionen reglerar nationernas rättigheter och skyldigheter vid dess nyttjande av haven, med riktlinjer för affärer, miljön och havens naturresurser.
Konventionen ersatte fyra överenskommelser från 1958. År 2007 hade 155 länder samt Europeiska unionen ratificerat överenskommelsen. USA har däremot inte godkänt konventionen, eftersom 2/3 majoritet i senaten behövs för det, och det republikanska partiet generellt motsätter sig att USA underordnar sig konventioner och standarder som inskränker dess suveränitet.
Förenta nationerna har ingen operativ roll vid tillämpningen av konventionen, men det finns organisationer som spelar en viktig roll, som exempelvis Internationella sjöfartsorganisationen, International Whaling Commission och International Seabed Authority, där den förstnämnda hör till FN, och den sistnämnda bildades då konventionen antogs.

## Konventionen

Havsområden enligt havsrättskonventionen

Synpunkter på olika anspråk på territorialvatten lades fram i FN av Malta 1967 och 1973 påbörjades den tredje havsrättskonferensen inom FN, Third United Nations Conference on the Law of the Sea i New York. För att minska möjligheten att grupper av länder skulle dominera förhandlingarna genomfördes de genom en samverkansprocess snarare än genom omröstning. Fler än 160 länder deltog och konferensen pågick till 1982. Den slutliga konventionen trädde i kraft 16 november 1994, ett år efter att Guyana som 60:e nation hade skrivit under den. 
Genom konventionen infördes en rad bestämmelser. De viktigaste var regleringar om gränsdragning, sjöfart, skärgårdar, transporter, exklusiva ekonomiska zoner, kontinentalsocklar, djuphavsborrningar, exploatering, miljöskydd, forskning och lösning av tvister.
Konventionen införde regler om gränsdragningar av olika områden utifrån en definierad baslinje. Normalt följer baslinjen lågvattenlinjen, men när denna går långt in, påverkas av ögrupper eller varierar mycket måste en rät baslinje användas. Norge och Sverige är exempel på länder som använde räta baslinjer så tidigt som före andra världskriget, men metoden blev inte internationellt erkänd förrän 1951.

### Havsområden

#### Inre vatten
Inre vatten innefattar allt vatten och farleder mellan land och baslinjen. Inom detta kan landet sätta egna lagar, reglera användningen och utnyttja naturresurserna. Utländska fartyg har ingen generell rätt att trafikera det inre vattnet. Kuststaten kan reglera tillträdet genom exempelvis lotsplikt.

#### Territorialvatten
Territorialvattnet (territorialhavet) sträcker sig maximalt 12 nautiska mil (NM) från baslinjen och liksom med det inre vattnet kan landet stifta egna lagar, reglera användning och utnyttja naturresurserna. Utländska fartyg har rätt till oskadlig genomfart genom territorialhav med transitpassage, som ger en friare passagerätt, genom strategiska sund. Oskadlig genomfart definieras av konventionen som att den inte äventyrar kuststatens fred, ordning och säkerhet. Exempel på skadlig genomfart är fiske, förorening, vapenanvändning och spioneri. Det finns länder som har smalare territorialhav än 12 NM men det finns även de som hävdar bredare. Som exempel hävdar Peru 200 NM, något som de flesta andra stater inte accepterar. Sverige utökade 1978 sitt territorialhav till 12 NM.
Tillsammans med det inre vattnet utgör territorialhavet kuststatens sjöterritorium, där landet har full suveränitet.

#### Angränsande zon
Området utanför territorialhavet och ut till maximalt 24 NM från baslinjen utgör den angränsande zonen, där en stat kan utöva sina lagar om exempelvis smuggling och illegal invandring. En angränsande zon är inte obligatorisk och det finns länder som inte hävdar en angränsande zon. Sverige hävdar ingen angränsande zon ( FEL. Ny lag om 24 nm 2017) medan Danmark hävdar 4 NM, Finland 2 NM och Norge 10 NM.

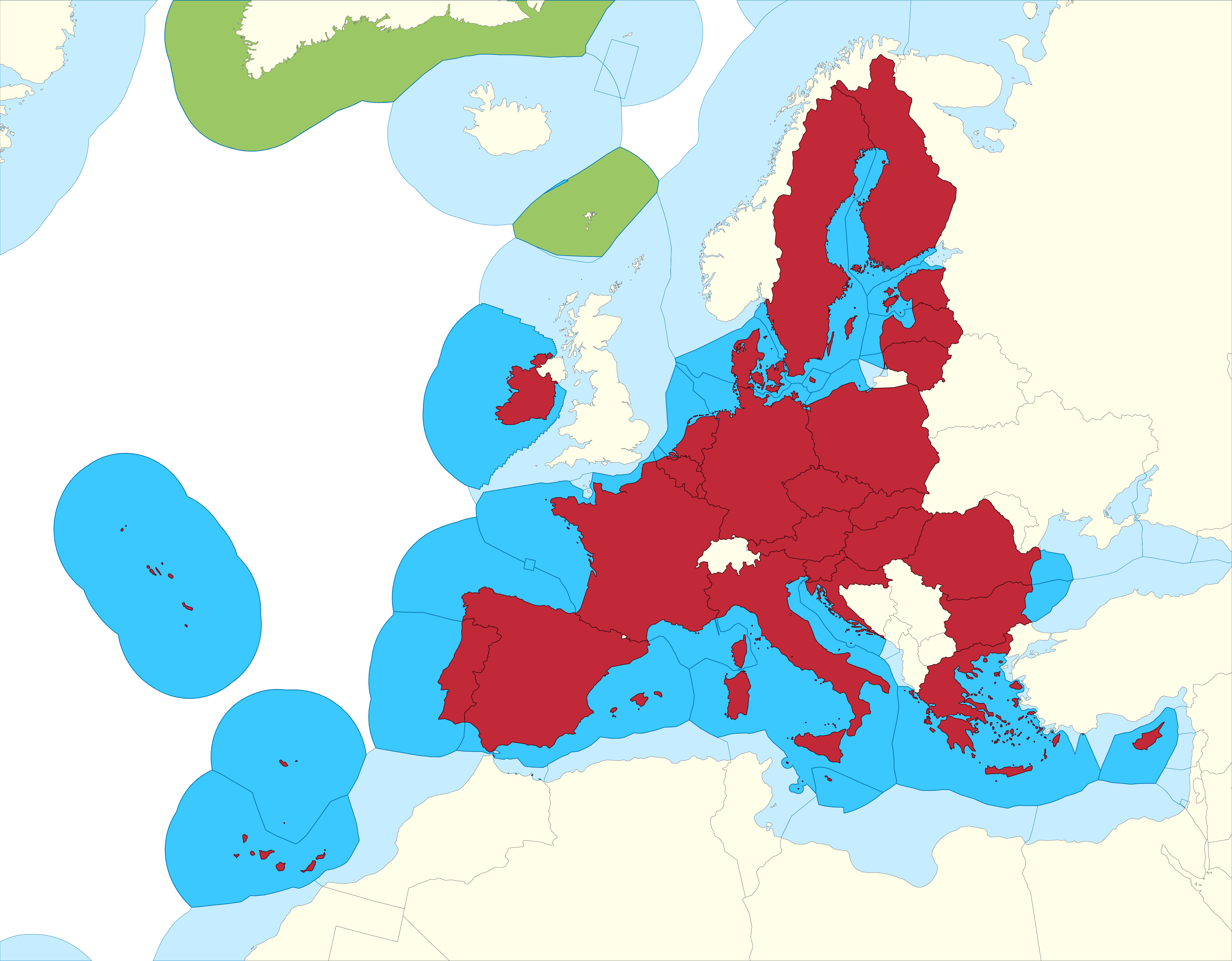
Europeiska unionens indelning av Exklusiv ekonomisk zon

#### Exklusiv ekonomisk zon (EEZ)
Ut till 200 nautiska mil från baslinjen går den exklusiva ekonomiska zonen. Inom detta område har kuststaten exklusiv rätt till exploatering av samtliga naturresurser. Den ekonomiska zonen infördes för att stoppa de alltmer tilltagande konflikterna över fiskerättigheterna, även om oljeutvinningen också var viktig. Utländska fartyg och flygplan har rätt att passera området enligt kuststatens lagar samt anlägga undervattensledningar.

#### Kontinentalsockel
Kontinentalsockeln definieras av konventionen som en förlängning under vatten av landets territorium till sockelns yttre gräns, eller 200 nautiska mil från baslinjen. Landets kontinentalsockel kan sträcka sig utanför 200 nautiska mil, men aldrig längre än 350 nautiska mil, eller 100 mil utanför 2 500 meters djup. Stater har exklusiv rätt att utvinna mineraler och icke levande material inom sin kontinentalsockel.

### Det fria havet
Utanför EEZ finns det fria havet. Som namnet antyder är det fritt att nyttjas av alla stater. Det finns sex friheter som nämns i havsrättskonventionen och dessa är: Frihet till sjöfart, fiske, överflygning, utläggande av undervattenskablar och rörledningar, uppförande av konstgjorda öar och andra anläggningar samt vetenskaplig forskning.

### Miljöskydd och forskning
Förutom att reglera de fysiska gränserna innehåller konventionen generella skyldigheter för skydd av den marina miljön och skydd för friheten att forska på öppet hav. Konventionen har även ett regelverk för exploatering av mineraltillgångar i djuphavsområden som ligger utanför ländernas lagstiftning.

### Kustlösa länder
Kustlösa länder har rätt till fri tillgång till havet vid trafikering genom kuststater. Andra fördrag reglerar det, till exempel TIR-fördraget som ger rätt till plomberade lastbilstransporter att tullfritt gå genom länder.

## Historik
Havsrättens grundprincip formulerades 1609 av Hugo Grotius i verket Mare liberum så som principen om havens frihet.
FN:s konferenser (United Nations Conference on the Law of the Sea) inleddes 1958 och hölls
UNCLOS I: 1958
- 1 session: 24 feb-27 apr, Genève, Schweiz

UNCLOS II: 1960
- 1 session: 17 mar-26 apr, Genève

UNCLOS III: 1973-1982, 11 sessioner
- 1. session: 1973, 3-15 dec, New York, USA
- 2. session: 1974, 20 jun-29 aug, Caracas, Venezuela
- 3. session: 1975, 17 mar-9 maj, Genève
- 4. session: 1976, 15 mar-7 maj, New York
- 5. session: 1976, 2 aug-17 sep, New York
- 6. session: 1977, 23 maj-15 jul, New York
- 7. session: 1978, 28 mar-19 maj, Genève och 21 aug-15 sep, New York
- 8. session: 1979, 19 mar-27 apr, Genève och 19 jul-24 aug, New York
- 9. session: 1980, 3 mar-4 apr, New York och 28 jul-29 aug New York
- 10. session: 1981, 9 mar-16 apr, New York och -28 aug, Genève
- 11. session: 1982, 8 mar-30 apr, New York och 22-24 sep, New York och 6-10 dec Montego Bay, Jamaica